# Горбунов, Игорь Алексеевич
Игорь Алексеевич Горбунов (12 июля 1941 — 22 сентября 2022) — советский государственный и партийный деятель, первый секретарь Башкирского обкома КПСС (1990—1991).

## Биография
Игорь Горбунов родился в 1941 году в г. Чкалове в семье служащих. По национальности русский. После окончания средней школы в г. Ленинграде приехал учиться в Уфу.
В 1959 году Игорь Алексеевич окончил Уфимское техническое училище № 1, получил профессию аппаратчика химических производств и стал работать на Уфимском заводе синтетического спирта аппаратчиком цеха газоразделения. В 1959—1961 работал на УЗСС, в 1966—1973 годах работал на Уфимском химическом заводе (с 1971 нач. лаборатории).
В 1965 году окончил Уфимский нефтяной институт.
Член Коммунистической партии Советского Союза с 1971 года.
Место работы: с 1973 года — на партийной работе. В 1984—1989 годах — заведующий отделом Башкирского обкома КПСС, в 1989—1990 годах — первый секретарь Орджоникидзевского райкома КПСС г. Уфы, с 1990 года — председатель временного бюро Башкирского республиканского комитета КПСС, в 1990—1991 годах — первый секретарь Башкирского республиканского комитета КПСС
Член ЦК КПСС в 1990—1991 года. Оставил партийную работу в 1991 году в связи с ликвидацией КПСС. В 1991—1996 и с 2002 года работал в коммерческих банках, в 1996—2002 годах работал в ОАО «Башкирнефтепродукт».
Горбунов Игорь Алексеевич — последний в Башкортостане первый секретарь Башкирского республиканского комитета КПСС.

## Награды
- Почётная грамота Президиума Верховного Совета БАССР